# Frederick Smith
Frederick Smith (Londres, 30 de dezembro de 1805 – 16 de fevereiro de 1879) foi um entomologista britânico que trabalhou no departamento de zoologia do Museu Britânico, especializando-se na ordem Hymenoptera e sendo o responsável, entre outras coisas, pela classificação da vespa-mandarina. Smith foi presidente da Real Sociedade Entomológica de Londres entre 1862 e 1863.

## História
Nascido próximo à cidade de York, estudou em Leeds durante sua juventude. Smith então se interessou por insetos, especialmente formigas e abelhas, ao ser tutorado por W. B. Cooke, junto ao sobrinho William Edward Shuckard.
Em 1849, sucedeu Edward Doubleday como membro do departamento de zoologia. Ele então abandonou sua carreira artística, mas produziu, ainda assim, as chapas para a obra Insecta Maderensia (1854), de Wollaston, e para artigos nas Transactions of the Entomological Society.
Em 1875, foi promovido a Assistente de Guarda Zoológica. Suas publicações incluíam o Catálogo de insetos himenópteros (7 partes, 1853 a 1859) e as partes 5 (1851) e 6 (1852) da Nomenclatura de insetos coleópteros. Nesses volumes, ele catalogou centenas de abelhas, muitas das quais ele descobriu, como Bombus frigidus, Halictus coriaceus e Nomia nasalis.
Frederick Smith morreu em 16 de fevereiro de 1879, após ser submetido a uma cirurgia para cálculos biliares. Foi enterrado no cemitério de Finchley, deixando um filho, Edgar Albert Smith (1847–1916), zoólogo and malacologista.